# Horatio Townshend, 1. Viscount Townshend

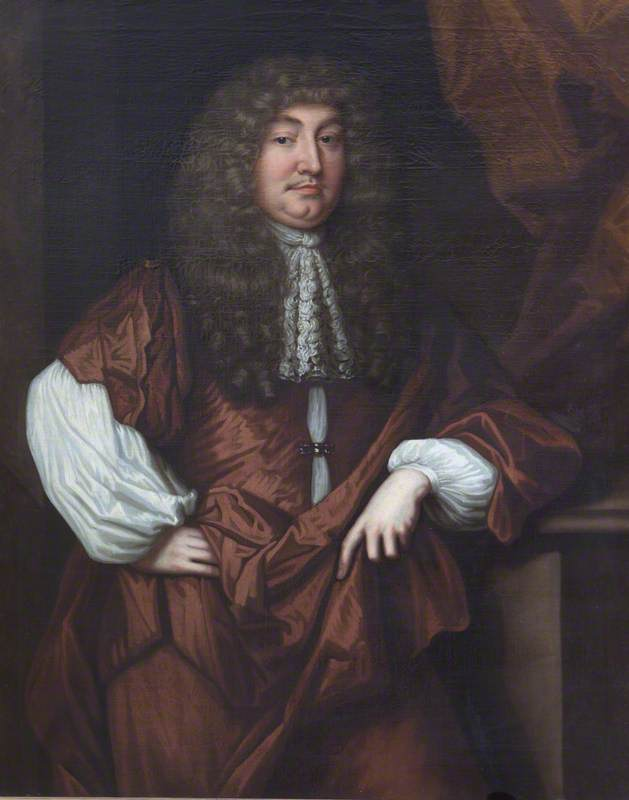
Horatio Townshend, 1. Viscount Townshend

Wappen des Horatio Townshend, 1. Viscount Townshend

Horatio Townshend, 1. Viscount Townshend (getauft 16. Dezember 1630; † 7. Dezember 1687) war ein englischer Adliger und Politiker.

## Leben
Townshend war der jüngere Sohn des Sir Roger Townshend, 1. Baronet (1596–1637), Gutsherr von Raynham Hall in Norfolk, aus dessen Ehe mit Hon. Mary de Vere (1608–1669), Tochter des Horace Vere, 1. Baron Vere of Tilbury.
Er studierte am St. John’s College der Universität Cambridge und unternahm anschließend von 1646 bis 1648 eine Grand Tour durch Italien und die Schweiz.
Beim Tod seines älteren Bruders Sir Roger Townshend, 2. Baronet, erbte er 1648 dessen Adelstitel als 3. Baronet, of Raynham, sowie umfangreiche Ländereien in Norfolk und Essex. Von 1656 bis 1659 und 1660 bis 1661 war er als Knight of the Shire für Norfolk Mitglied des englischen House of Commons. 1659 hatte er zeitweise das Amt eines Councillor of State inne. Er war Presbyterianer und setzte sich politisch für die Wiederherstellung des Stuart-Königs Karl II. ein. Dieser belohnte ihn für seine Verdienste um die Restauration 1660 mit der Pacht der Kohleexportzölle für 21 Jahre und erhob ihn anlässlich seiner Krönung am 20. April 1661 als Baron Townshend, of Lynn Regis in the County of Norfolk, zum Peer. Er wurde dadurch Mitglied des House of Lords und schied aus dem House of Commons aus.
Von 1661 bis 1676 hatte er das Amt des Lord Lieutenant von Norfolk und von 1663 bis 1676 auch das des Vice-Admiral of the Coast of Norfolk inne. Ab 1667 war er zudem Colonel eines Infanterieregiments.
Am 11. Dezember 1682 wurde er zum Viscount Townshend, of Raynham in the County of Norfolk, erhoben.

## Ehen und Nachkommen
In erster Ehe heiratete er spätestens 1659 Mary Lewkenor († 1673), Tochter des Sir Edward Lewkenor, Gutsherr von Denham Hall in Suffolk. Die Ehe blieb kinderlos.
In zweiter Ehe heiratete er im November 1673 Mary Ashe († 1685), Tochter des Sir Joseph Ashe, 1. Baronet, Gutsherr von Twickenham in Middlesex. Mit ihr hatte er drei Söhne:
- Charles Townshend, 2. Viscount Townshend (1674–1738);
- Hon. Roger Townshend († 1709), Unterhausabgeordneter;
- Hon. Horatio Townshend (um 1683–1751), Unterhausabgeordneter, Direktor der Bank of England.

Als er 1687 starb, erbte sein ältester Sohn Charles seine Adelstitel.